# Тед Реймі
Теодор (Тед) Реймі (англ. Theodore 'Ted' Raimi; нар. 14 грудня 1965, Детройт) — американський актор.

## Біографія
Тед Реймі народився 14 грудня 1965 року в місті Детройт штат Мічиган у родині Леонарда Рональда Реймі, власника меблевого магазину, і Селі Барбари (Абрамс) Реймі, власниці мережі магазинів нижньої білизни. Його брати — режисер Сем Реймі і сценарист Айвана Реймі. А майбутній актор Брюс Кемпбелл був його нянькою. Тед навчався в університеті Мічигану та Нью-йоркському університеті, поки нарешті не отримав вищу освіту в Детройтському університеті Мерсі.

## Кар'єра
Тед почав акторську діяльність як статист у фільмі свого старшого брата Сема Реймі. Участь Теда Реймі у фільмах — це, перш за все, поява актора в проектах його брата Сема, включаючи фільм жахів «Зловісні мерці» і його продовження, «Людина темряви» і, звичайно ж, серію «Людина-павук».
Крім свого брата, Тед співпрацював і з такими режисерами як: Філліп Нойс («Ігри патріотів», «Пряма і явна загроза»), Джош Бекер («Війна Страйкера»), Скотт Шпігель («Непроханий гість»), Айвен Негі («Шкуродер»), Вес Крейвен («Електрошок», «Виконавець бажань»), Луїс Мандокі («Уроки любові»), Гарольд Реміс («Стюарт рятує свою сім'ю») та іншими. Популярність принесли йому ролі Тіма О'Ніла в науково-фантастичному серіалі «Морські пригоди» і Джоксера в серіалі «Ксена: принцеса-воїн».
Реймі брав участь і в озвучуванні анімаційних персонажів «Завойовник Зім». Він також є автором пісні «Джоксер Могутній» в серіалі «Ксена: принцеса-воїн».

## Фільмографія
| Рік       |    | Українська назва                     | Оригінальна назва                      | Роль                                                                      |
| --------- | -- | ------------------------------------ | -------------------------------------- | ------------------------------------------------------------------------- |
| 2023      | ф  |                                      | Dante's Hotel                          | Емітт                                                                     |
| 2023      | ф  |                                      | Failure!                               | Джеймс                                                                    |
| 2021      | ф  |                                      | 18½                                    | генерал Ел Гейґ                                                           |
| 2021      | с  | Калейдоскоп жахів                    | Creepshow                              | Тед Реймі                                                                 |
| 2020      | кф |                                      | Red Light                              | Іен                                                                       |
| 2020      | ф  |                                      | Warpath                                | тупень                                                                    |
| 2019      | кф |                                      | Jac Kessler's Popsy                    | пан Реггі                                                                 |
| 2018      | с  |                                      | Deadwax                                | Іен Улман                                                                 |
| 2018      | мс |                                      | Dallas & Robo                          | Брюс Стоунмен, д-р Емануель Гарднер (голос)                               |
| 2017      | ф  |                                      | Darkness Rising                        | тато                                                                      |
| 2017      | мс |                                      | Buddy Thunderstruck                    | Дарнелл / Moneybags                                                       |
| 2016      | с  | Еш проти зловісних мерців            | Ash vs. Evil Dead                      | Чет Камінські / одержима Генрієтта                                        |
| 2014      | ф  | Вбивство кота                        | Murder of a Cat                        | шериф                                                                     |
| 2013      | ф  | Оз: Великий та Могутній              | Oz the Great and Powerful              | скептик в аудиторії                                                       |
| 2012      | ф  | Напад п'ятдесятифутової чирлідерки   | Attack of the 50ft Cheerleader         | доктор Хіггс                                                              |
| 2009      | ф  | Ангел смерті                         | Angel of Death                         | Джед Нортон                                                               |
| 2009      | ф  | Затягни мене до пекла                | Drag Me to Hell                        | доктор                                                                    |
| 2008      | ф  | Опівнічний експрес                   | The Midnight Meat Train                | Рендл Купер                                                               |
| 2008      | в  | Діаманти і пістолети                 | Diamonds and Guns                      | орендодавець                                                              |
| 2008—2010 | с  | Легенда про Шукача                   | Legend of the Seeker                   | Себастьян                                                                 |
| 2008      | с  | Надприродне                          | Supernatural                           | Веслі Мондейл                                                             |
| 2008      | с  | 30 днів ночі: Прах до праху          | 30 Days of Night: Dust to Dust         |                                                                           |
| 2007—2008 | мс | Код мавпи                            | Code Monkeys                           | Тревіс Байклі / Денніс Гоппер / Гаррісон Форд / Потворний / Джадд Нельсон |
| 2007      | тф | Планета динозаврів                   | Planet Raptor                          | доктор Тайгон                                                             |
| 2007      | ф  | Криза тисячоліття                    | Millennium Crisis                      | Август                                                                    |
| 2007      | ф  | Людина-павук 3                       | Spider-Man 3                           | Гоффман                                                                   |
| 2007      | ф  | Мене звуть Брюс                      | My Name Is Bruce                       | Майллс Тоддер / Вінг / художник                                           |
| 2007      | ф  | Спорожніле місто                     | Reign Over Me                          | Пітер Северіно                                                            |
| 2006      | ф  | Каламазу?                            | Kalamazoo?                             | Ангел                                                                     |
| 2006      | ф  | Славні хлопці                        | Nice Guys                              | спеціальний агент Браун                                                   |
| 2006      | с  | Майстри жахів                        | Masters of Horror                      | Туллі                                                                     |
| 2005      | с  | Місце злочину: Нью-Йорк              | CSI: NY                                | Garage Joe / Joe Strahil                                                  |
| 2005      | вг | Evil Dead: Regeneration              | Evil Dead: Regeneration                | Сем                                                                       |
| 2005      | ф  | Чоловік з галасливим мозком          | Man with the Screaming Brain           | Павло                                                                     |
| 2004      | ф  | Прокляття                            | The Grudge                             | Алекс                                                                     |
| 2004      | ф  | Ілюзія                               | Illusion                               | Ян                                                                        |
| 2004      | ф  | Людина-павук 2                       | Spider-Man 2                           | Гоффман                                                                   |
| 2004      | в  | Байки зі смітника                    | Tales from the Crapper                 | сусід                                                                     |
| 2003      | ф  | Кохання за сценарієм                 | Between the Sheets                     | Габріель / A.D.R. Mixer                                                   |
| 2003      | ф  | Клятва вірності                      | Pledge of Allegiance                   | Фелпс                                                                     |
| 2002      | ф  | Людина-павук                         | Spider-Man                             | Гоффман                                                                   |
| 2002      | мс | Завойовник Зім                       | Invader ZIM                            | Скудж / голографічний інопланетянин                                       |
| 2002      | с  | Одіссея 5                            | Odyssey 5                              | Гаррі Мудд                                                                |
| 2001      | с  | Глік в прямому ефірі                 | Primetime Glick                        |                                                                           |
| 2001      | ф  | Притулок кошмарів                    | The Attic Expeditions                  | доктор Коффі                                                              |
| 1999      | ф  | Заради любові до гри                 | For Love of the Game                   | швейцар                                                                   |
| 1999      | ф  | Фрік говорить про секс               | Freak Talks About Sex                  | чоловік Джекі                                                             |
| 1998      | мф | Геркулес і Ксена: Битва за Олімп     | Hercules and Xena — The Animated Movie | Кріус                                                                     |
| 1997      | ф  | Виконавець бажань                    | Wishmaster                             | Ед Фінні                                                                  |
| 1997—1998 | с  | Геркулес: Легендарні подорожі        | Hercules: The Legendary Journeys       | Джоксер                                                                   |
| 1996—2001 | с  | Ксена: принцеса-воїн                 | Xena: Warrior Princess                 | Джоксер                                                                   |
| 1996      | с  | Американська готика                  | American Gothic                        | Тед Паркер                                                                |
| 1996      | тф | Аполлон 11                           | Apollo 11                              | Стів Бейлс                                                                |
| 1996      | ф  | Постріл                              | The Shot                               | Детектив Кореллі                                                          |
| 1995      | ф  | Стюарт рятує свою сім'ю              | Stuart Saves His Family                | Гел                                                                       |
| 1994      | ф  | У цьому куточку                      | In This Corner                         | інтерв'юер                                                                |
| 1994      | ф  | Пряма і явна загроза                 | Clear and Present Danger               | супутниковий аналітик                                                     |
| 1994      | ф  | Плутанина                            | Floundering                            | продавець                                                                 |
| 1993—1996 | с  | Морські пригоди                      | SeaQuest DSV                           | лейтенант Тімоті О'Ніл                                                    |
| 1993      | ф  | Кльові дівчатка                      | Bikini Squad                           | переляканий спостерігач                                                   |
| 1993      | ф  | Шкуродер                             | Skinner                                | Денніс Скіннер                                                            |
| 1993      | ф  | Важка мішень                         | Hard Target                            | перехожий на вулиці                                                       |
| 1993      | ф  | Уроки любові                         | Born Yesterday                         | помічник Синтії                                                           |
| 1993      | ф  | Маніяк-поліцейський 3                | Maniac Cop 3: Badge of Silence         | репортер                                                                  |
| 1992      | ф  | Фонтан клоунів                       | The Fountain Clowns                    | Гайден                                                                    |
| 1992      | ф  | Останній дотик                       | The Finishing Touch                    | детектив Арнольд                                                          |
| 1992      | ф  | Армія темряви                        | Army of Darkness                       | боягузливий воїн / працівник магазину                                     |
| 1992      | ф  | Кендімен                             | Candyman                               | Біллі                                                                     |
| 1992      | ф  | Ігри патріотів                       | Patriot Games                          | технік ЦРУ                                                                |
| 1992      | ф  | Едді Преслі                          | Eddie Presley                          | Скутер                                                                    |
| 1992      | с  | Рятівники Малібу                     | Baywatch                               | Леонард                                                                   |
| 1991      | с  | Твін Пікс                            | Twin Peaks                             | хлопець хеві-метал                                                        |
| 1991      | ф  | Лунатики: Історія кохання            | Lunatics: A Love Story                 | Генк Стоун                                                                |
| 1990      | ф  | Людина темряви                       | Darkman                                | Рік                                                                       |
| 1989      | с  | Альф                                 | ALF                                    | Джуліус                                                                   |
| 1989      | с  | Нація прибульців                     | Alien Nation                           | Джонні Еппелсід                                                           |
| 1989      | ф  | Електрошок                           | Shocker                                | Пек Ман                                                                   |
| 1989      | ф  | Легкі колеса                         | Easy Wheels                            | Чарлі                                                                     |
| 1989      | ф  | Непроханий гість                     | Intruder                               | Джо                                                                       |
| 1987      | ф  | Кривава лють                         | Blood Rage                             | продавець презервативів                                                   |
| 1987      | ф  | Зловісні мерці 2                     | The Evil Dead II                       | одержима Генрієтта                                                        |
| 1985      | ф  | Війна Страйкера                      | Stryker's War                          | людина з ланцюгом                                                         |
| 1985      | ф  | Хвиля злочинності                    | Crimewave                              | офіціант                                                                  |
| 1982      | кф | Клівленд Сміт: Мисливець за головами | Cleveland Smith: Bounty Hunter         |                                                                           |
| 1981      | кф | Торро, Торро, Торро!                 | Torro. Torro. Torro!                   |                                                                           |
| 1981      | ф  | Зловісні мерці                       | The Evil Dead                          | Fake Shemp                                                                |
| 1977      | ф  | Це вбивство!                         | It's Murder!                           | Бредлі                                                                    |